# Cisco Unified Communications Manager
Cisco Unified Communications Manager (wcześniej Cisco CallManager) – oprogramowanie zarządzające urządzeniami i połączeniami VoIP zintegrowane z systemem operacyjnym Cisco IOS, który instalowany jest w urządzeniach firmy Cisco Systems.